# トーマス・ドルビー
ステージネームでトーマス・ドルビー（Thomas Dolby、1958年10月14日 - ）と呼ばれている人物は、イギリス ロンドン出身のミュージシャン、音楽プロデューサー、および発明家である。本名はトーマス・ロバートソンである。
ステージ・ネームの由来
ステージネームのドルビーの由来は、少年時代のトーマスがいつもキーボードやカセットテープを弄っていた事からカセットテープやカセットデッキに付いていたロゴにちなんで友人が付けたニックネームである。すなわち、ノイズ・リダクション・システムやサラウンド・サウンド・エンコーディング・システムなどを設計開発している企業の「ドルビー・ラボラトリーズ」に因んでいる。ミュージシャンとしてのデビューに際して、当時人気のあった英国の歌手、トム・ロビンソンとの混同を避けるためにそのニックネームを芸名として選んだ。

「彼女はサイエンス」がシングルヒットした1980年代半ば、ドルビー・ラボラトリーズ側からステージネームの使用差し止めを求められたが、裁判所はドルビー・ラボラトリーズの訴えを退けた。最終的にトーマスがドルビーを商標に使った電子機器を販売しない事を条件として両者は和解し、ステージネームとしての使用は継続されている。
なお、ドルビー・ラボラトリーズの創設者であるレイ・ドルビーにもトーマスという同姓同名の息子がいるが、彼は映画監督・小説家のトム・ドルビーである。

## 来歴
トーマスの父親、マーティン・ロバートソンは国際的にも名の通った古代ギリシャの芸術および考古学を専門とする大学教授で、ロンドン大学とオックスフォード大学で教鞭をとっていた。そのため青年時代にはギリシャとフランスに住んで働いていた時期がある。
トーマスはニュー・ウェイヴとポップ、楽器ではシンセサイザーなどの電子楽器類を得意とするミュージシャンだが、幅広い音楽ジャンルにも対応している。彼が作り出した音楽の中でヒットした作品の中にはアルバム『光と物体』に収録されていて、サンプリング音源を多用し、ビルボード・ホット100で最高位5位を記録した「彼女はサイエンス」や、「ハイパーアクティヴ!!」、「FIELD WORK」（坂本龍一と共作）などがある。
初期のキャリアは、キーボード・プレイヤーとしてブルース・ウーリー・アンド・ザ・カメラ・クラブとの活動、及び彼らのデビュー・アルバムにクレジットされたことから始まっていて、『イングリッシュ・ガーデン』というアルバムのインストゥルメンタル曲「WW9」ではサンプリング・サウンドを初めて使っている。そしてトンプソン・ツインズのアルバム『Set』では何音色かのシンセサイザー奏者としても参加している。また、リーナ・ラヴィッチのヒット曲「New Toy」への参加や、Whodini の「Magic's Wand」では共作、The Fallout Club へのキーボーディストとして参加などがある。1983年にもデフ・レパードのアルバム『炎のターゲット』でBooker T. Boffinという別名にてキーボード・プレイヤーとして参加している。
彼のキャリアの中で最も重要なものには、フォリナーの1981年リリース・アルバム『4』に収録されている「Urgent」でのシンセサイザー奏者としての参加と、同アルバム収録の大ヒット曲「ガール・ライク・ユー」のイントロで聴くことができる環境系サウンドのシンセサイザーの使い方などがある。そして、このアルバム・レコーディングとツアーへの参加で受け取った報酬を使い、1980年代のベンチマーク・アルバム『光と物体』が制作され、ソロとしてのキャリアがスタートしている。
1985年のグラミー賞授賞式ではスティーヴィー・ワンダー、ハービー・ハンコック、ハワード・ジョーンズと共演し、1980年代半ばに活躍したミュージシャンの中でもシンセサイザーを駆使したサウンド作りが得意な4名が同じステージに立つという珍しいシーンが見られた。国際的なイベントとなったコンサート、ライブ・エイドへは、デヴィッド・ボウイのバンド・メンバーとして参加、ジョニ・ミッチェルのアルバム『ドッグ・イート・ドッグ』では共同プロデューサーとして参加、プリファブ・スプラウトのアルバム『スティーヴ・マックイーン』ではプロデューサーとして参加している。プリファブ・スプラウトのアルバムは他にも1988年の『ラングレー・パークからの挨拶状』では数曲、1990年のアルバム『ヨルダン:ザ・カムバック』では全面的にプロデューサーとして参加している。
1980年代終わりから1990年代初頭に掛けてはライブ・パフォーマンスを中心に活動していて、1988年6月18日にローズ・ボウルで行われたデペッシュ・モードのコンサート『Rose Bowl concert』へのサポートや、1990年にベルリンで行われたチャリティー・コンサートでは、ロジャー・ウォーターズのロック・オペラ「ザ・ウォール」にてシンディ・ローパーが歌った「アナザー・ブリック・イン・ザ・ウォール (パート2)」への参加などがある。
トーマスは1988年に元女優のキャスリーン・ベラーと結婚している。
2006年以降

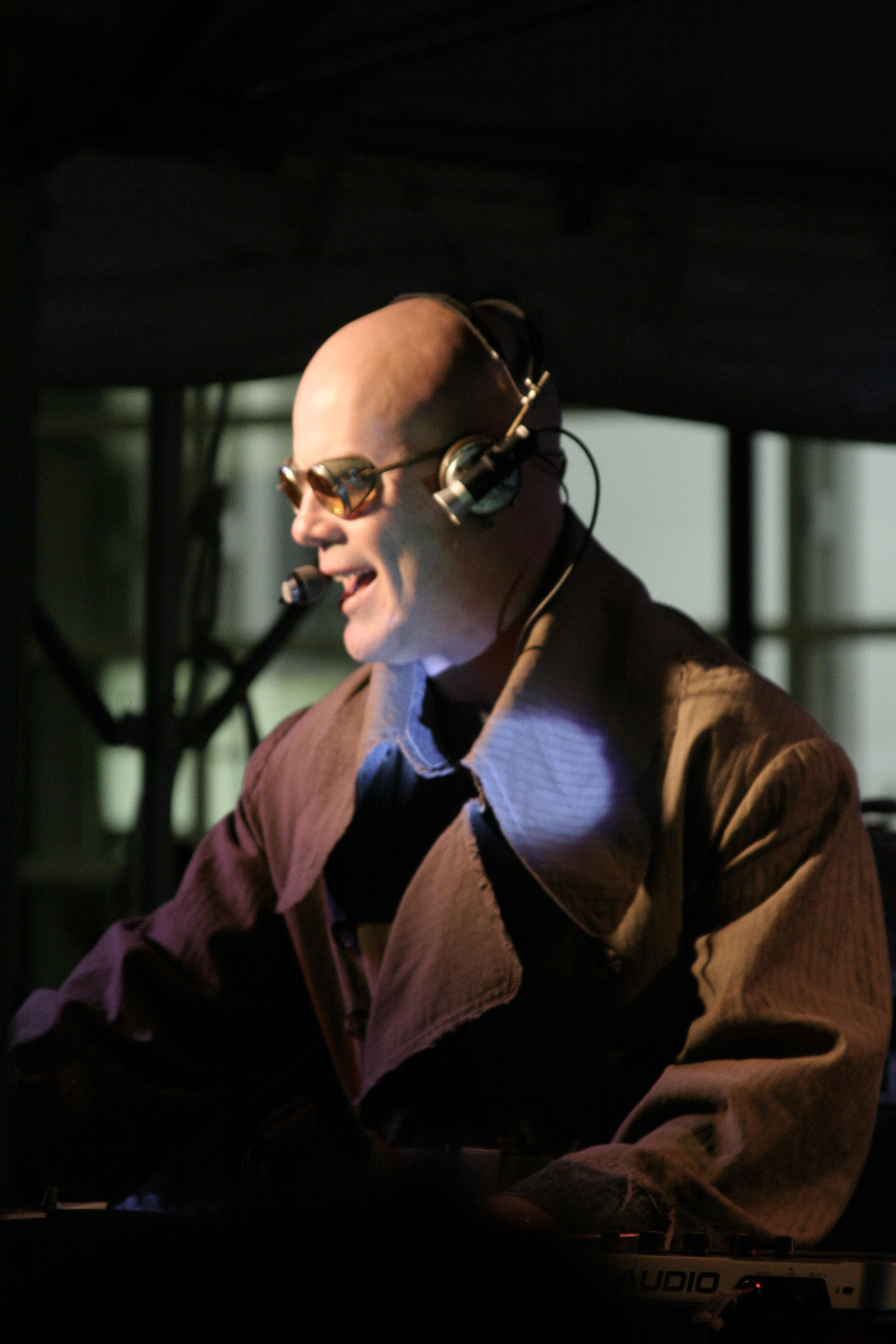
トーマス・ドルビー（2006年）

インターネット関連事業へ進出していたため、しばらくの間音楽界から遠ざかっていたトーマスは2006年に復帰して、2006年1月21日には初めての単独公演を「25周年記念」として、サンフランシスコの「Red Devil Lounge」で行ない、4月12日からはアメリカ・ツアー「Sole Inhabitant Tour 2006」を行い、このツアーはCDとDVD用に収録された。CDの方はシカゴで行われた「Dolby at Martyrs」でのギグが収録されていて、DVDの方は Berklee College of Music の Berklee Performance Center が収録され、CDとDVDは2006年11月にリリースされ、流通は CD Baby と iTunes で行われた。2007年には、イギリス国内でも「Sole Inhabitant Tour」を行い、アメリカ・ツアーでは演奏されなかった新曲が3曲追加された。
2009年5月18日にはデジタル・リマスタリングされたCDとDVDのセット『The Singular Thomas Dolby』がEMIからリリースされた。CDには未発表曲も収録され、DVDの方にはビデオ・クリップが収録され、以前VHS、Beta、レーザー・ディスクなどでメディアで発売されていた『The Golden Age Of Video』が収められている。

## 創業、技術開発、音楽監督業 等
1993年には Headspace社 を設立し成功を収めていて、この会社ではインターネットでのダウンロード向けファイル・フォーマットとしてのデザインされた Rich Music Format を RMF として開発していた。このフォーマットは、MIDI フォーマットのように小さなファイルサイズの中に、高ビットレートで音声を収録するためのもので、無料のプラグイン「Beatnik Player」をブラウザーにインストールしてRMFを試聴可能にすることができた。RMFの後のバージョンでは、アーティスト側がウォーターマーク（隠し認識票）を記すことができるようになっていて、オーソライズ（認証）されていないファイルは複製できないようになっていた。現在のBeatnik社は、携帯電話向けソフトウェア版シンセサイザーの開発を行っていて、ノキア製の携帯電話へライセンス提供されている。RMF Data Sheet
トーマスは既にBeatnik社のCEOからは降りていて、インターネット向けの他の技術開発に矛先を向けていて、2002年には Retro Ringtones LLC を設立、携帯電話向けの「RetroFolio」をプロデュースし、携帯電話向けの呼び出し音事業に参画している。そして2004年にはフロリダで行われた第2回 Mobile Music Awards で「RetroFolio」は Best of Show と Best New Technology の各賞を受賞している。彼の音楽性は100を超えるデジタル・ポリフォニックの呼び出し音で発揮されていて、ほとんどのノキア製携帯電話でその音を聞く事が出来るほどに普及している。Comdex、Websphere、ノキアなどでは技術会議における著名な発言者としても活躍している。
現在のトーマスは、音楽プロデューサーとしての稼業以外にも、映画とビデオ・ゲーム向けのサウンドトラック作曲家としては3次元CGIグラフィックの「Mind's Eye」などがある。1998年7月には、Yahoo! Internet Life から「Lifetime Achievement in Internet Music」賞を受賞している。2002年にはPlayStation 2用ゲーム『グランド・セフト・オート・バイスシティ (Grand Theft Auto: Vice City)』の一部『New Wave』のラジオ局『Wave 103』に「ハイパーアクティブ (Hyperactive!)」が採用され、セガのインタラクティブ映画『Double Switch』のスコアリングなどもやっている。
2001年からは TEDカンファレンスの音楽監督を務めていて、カリフォルニアのモンタレーで行われたイベントへ世界中から集まってきた思想家、発明家、発言者達に向け、生演奏を披露し、時々 eclectic TED House Band でも一緒に演奏し、イベントへのゲスト招致などでも協力している。
1988年には「彼女はサイエンス」がホンダ・シティのCM曲に起用された。

## ディスコグラフィ

### スタジオ・アルバム
- 『光と物体』 - The Golden Age of Wireless (1982年)
- 『地平球』 - The Flat Earth (1984年)
- 『エイリアンズ・エイト・マイ・ビュイック』 - Aliens Ate My Buick (1988年)
- 『アストロノーツ&ヘラティックス』 - Astronauts & Heretics (1992年)
- A Map of the Floating City (2009年)

### ライブ・アルバム
- Forty (2001年)
- The Sole Inhabitant (2006年)
- 『ライブ・イン・東京2012』 - Live in Tokyo 2012 (2012年)

### EP
- 『動くサイエンス』 - Blinded by Science (1983年)
- Amerikana (2010年)
- Oceanea (2011年)

### コンピレーション・アルバム
- 『レトロスペクタル - ベスト・オブ・トーマス・ドルビー』 - Retrospectacle: The Best of Thomas Dolby (1994年)
- 12x12 Original Remixes (1999年)
- The Singular Thomas Dolby (2009年) ※EMI時代のシングルとビデオのDVD
- The Invisible Lighthouse (2013年) ※The Invisible Lighthouse film tourの会場限定CD

### サウンドトラック
- Howard The Duck Soundtrack (1986年) ※ドルビーズ・キューブ名義。スプリットLPで片面はジョン・バリーによる
- Music From The Film 'Gothic' (1987年)
- 『ザ・ゲイト・トゥ・ザ・・マインズ・アイ』 - The Gate to the Mind's Eye soundtrack by Thomas Dolby featuring vocals by Dr. Fiorella Terenzi (1994年)
- The Dark Eye (inSCAPE) (1995年)
- Obsidian (1997年)

### シングル
- "Urges/Leipzig" (1981年)
- "Europa and the Pirate Twins" (1981年)
- "Airwaves" (1982年)
- "Windpower" (1982年)
- 『彼女はサイエンス』 - "She Blinded Me With Science" (1982年)
- "One Of Our Submarines" (1982年)
- 『ハイパー・アクティヴ!!』 - "Hyperactive" (1984年)
- 『私がこわい』 - "I Scare Myself" (1984年)
- "May The Cube Be With You" (1985年) ※ドルビーズ・キューブ名義
- "Dissidents" (1985年)
- 『FIELD WORK』 - "Field Work" (1986年) ※with 坂本龍一
- 『彼女はエアヘッド』 - "Airhead" (1988年)
- "Hot Sauce" (1989年)
- "My Brain Is Like a Sieve" (1989年)
- 『クロウズ・バット・ノー・シガー』 - "Close But No Cigar" (1992年)
- "I Love You Goodbye" (1992年)
- "Silk Pyjamas" (1992年)
- "Hyperactive" (1994年) ※再発

## 関連人物
| - 矢野顕子 - アンディ・パートリッジ - ベリンダ・カーライル - Bob Weir (ザ・デッド) - バッジー - Brian Salter - Brian Transeau - Bruce Woolley - Chris Braide (スクイーズ) - Clif Brigden - デヴィッド・ボウイ - デフ・レパード - Eddi Reader (フェアーグラウンド・アトラクション) - エドワード・ヴァン・ヘイレン - Dr. Fiorella Terenzi - フォリナー - François Kevorkian - ジョージ・クリントン - ハービー・ハンコック - ハワード・ジョーンズ - Jerry Garcia (グレイトフル・デッド、ジェファーソン・エアプレイン) - Jimmy Breaux - Joan Armatrading - ジョー・ウォルシュ | - John E. Love - ジョニ・ミッチェル - Lene Lovich - リトル・リチャード - M - マルコム・マクラーレン - Mark Beer - Mecano - Michael Doucet (ケイジャン奏者) - Natalie MacMaster - オフラ・ハザ - ピーター・ガブリエル - The Pirate Twins - プリファブ・スプラウト - Robyn Hitchcock - ロジャー・ウォーターズ - 坂本龍一 - スティーヴィー・ワンダー - Tata Vega - ティム・カリー - トンプソン・ツインズ - Thomas Guz Sanchez - Trevor Herion - Whodini |